# Al-Adiyat
Al-Adiyat (I Corridori) è la centesima Sura del Corano, una sura meccana composta da 11 versetti. Questa sura tratta principalmente del concetto di ingratitudine dell'essere umano nei confronti di Allah e delle conseguenze di tale comportamento.

## Contenuto
- I Corridori: La sura inizia descrivendo i cavalli da guerra, indicando l'impazienza e l'ardore con cui corrono in battaglia.
- L'Inganno del Cuore: Viene esaminato il comportamento ingiusto e ingrato dell'essere umano, che dimostra la sua ingratitudine nonostante le benedizioni ricevute da Allah.
- La Conoscenza di Allah: Allah è descritto come Colui che conosce i segreti del cuore e le azioni umane, indipendentemente da quanto siano nascoste o manifeste.
- Le Conseguenze della Mancanza di Gratitudine: Si avverte che coloro che dimostrano ingratitudine verranno giudicati e puniti nel Giorno del Giudizio.

## Analisi
La Sura Al-Adiyat è significativa perché richiama l'attenzione sull'ingratitudine dell'essere umano nei confronti di Allah e sulle conseguenze di tale comportamento. Essa mette in guardia contro la mancanza di riconoscenza verso le benedizioni di Allah e sottolinea l'importanza della gratitudine come principio fondamentale della fede. Inoltre, la sura enfatizza la conoscenza onnisciente di Allah, che comprende le azioni umane e le intenzioni nascoste, e avverte delle conseguenze dell'ingratitudine nel Giorno del Giudizio. Pertanto, invita i credenti a riflettere sulle loro azioni e a dimostrare gratitudine e devozione verso Allah, evitando l'ingratitudine e le sue conseguenze spirituali.